# 89739 Rampazzi
89739 Rampazzi è un asteroide della fascia principale. Scoperto nel 2002, presenta un'orbita caratterizzata da un semiasse maggiore pari a 2,5809342 UA e da un'eccentricità di 0,0421448, inclinata di 14,24255° rispetto all'eclittica.
L'asteroide è dedicato all'italiana Francesca Rampazzi.